# アダム・ワッツ
アダム・ジェームズ・ワッツ（Adam James Watts, 1988年3月4日 - ）は、イングランド・ハックニー出身のサッカー選手。ポジションはDF。

## 経歴
フラムFCの下部組織出身。同クラブ在籍時は期限付き移籍を繰り返した。2012年10月27日、カンファレンス・サウスのイーストボーン・ボロFCに加入することが発表された。

## 所属クラブ
- フラムFC 2007-2010

→  ミルトン・キーンズ・ドンズFC 2007 (loan)
→  ノーサンプトン・タウンFC 2009 (loan)
→  リンカーン・シティFC 2009 (loan)
- リンカーン・シティFC 2010-2011
- ゲインズバラ・トリニティFC 2012
- イーストボーン・ボロFC 2012-2015